# Israel Isserlein
Israel Isserlein ben Petachia (tudi Izrael Iserlajn ben Petahja ali Petachja, Israel iz Neustadta, Israel iz Marpurka, Israel Isserlin), rabin, * 1390, Maribor, Štajerska, † 1460, Dunajsko Novo mesto, Avstrija.
Rabin Isserlein velja za priznanega proučevalca Talmuda in Halake.

## Biografija
Kljub dolgoletnim navedbam Regensburga je zdaj jasno, da se je Isserlein rodil v štajerskem Mariboru v zadnjem desetletju 14. stoletja. Kot sin rabina Petahje iz Maribora je prihajal iz znamenite učene družine. Njegov stari oče rabin Hajim, imenovan Henschel iz Hainburga ali Hetschlein iz Herzogenburga, je bil podkovan v judovskem znanju, kar še posebej velja za Isserleinovega pradedka rabina Israela iz Kremsa. Rabin Šalom iz Dunajskega Novega mesta je bil z njim v sorodstvu.
Velja za najvplivnejšega rabina Cesarstva druge tretjine 15. stoletja in zadnjega velikega rabina srednjeveške Avstrije. S soprogo Schoendlein je imel štiri sinove po imenu Petahja (Kachil, Khatschel), Abraham, Šalom in Aaron in hči Muskat, ki je umrla v otroštvu.
Po zgodnji smrti njegovega očeta, sta se, kot kaže, z materjo preselila v Krems, kjer ga je poučeval njegov stric rabin Aron Bluemlein iz Kremsa/Dunaja, ki je bil skupaj z Isserleinovo materjo žrtev dunajskega pokola leta 1421. Učil se je tudi na Dunaju in v Egerju ter verjetno tudi v Italiji.
Kmalu po pregonih na Dunaju se je vrnil v Maribor, kjer je začel služiti kot rabin in že leta 1425 je od tam izpričano njegovo dopisovanje in druženje z drugimi učenjaki njegove dobe, kot je to bil Anšel iz Maribora (Anshel Marpurk). Njegova avtoriteta je vključevala tudi imenovanje drugih rabinov. Responza rabinov Israela Brune, Mojzesa Mintza in Jakoba Moelina ali Maharila iz Mainza navaja Isserleina z velikim spoštovanjem. 
Iz neznanega razloga se je preselil v Dunajsko Novo mesto, kjer je izpričan leta 1445, čeprav glede na to, da je stalno potoval med Dunajskim Novim mestom in Mariborom, lahko domnevamo, da se je dejansko nastanil v Dunajskem Novem mestu okoli leta 1450. Sam se je ukvarjal z denarništvom le obrobno in z majhnimi vsotami. V Dunajskem Novem mestu je, tako kot prej v Mariboru, začel voditi ješivo, torej versko akademijo, do leta 1460, ko je umrl. Zaradi svojih dejavnosti je imenovan tudi kot rabin Israel Marpurk in rabin Israel iz Nojštata. Velikokrat se je podpisoval kot »Majhen in mlad v Izraelu« (A-katan ve-a-cair še-be-israel).
Njegovi učenci so prihajali iz Avstrije, Češke, Moravske, Madžarske, Šlezije, Bavarske in Porenja, med njimi Israel Bruna, Moses Mintz in Josef b. Moses. Velja za idealni tip srednjeveškega rabina, ki je od skupnosti in njenih članov zahteval strogo spoštovanje obrednih pravil, socialno pravičnost in poštenost pri poslu in trgovini. Nagibal se je k mistiki, preučeval je kabalistična dela in nekatere kabalistične običaje sprejel kot svoje, čeprav je poznal tudi sodobno krščansko znanstveno literaturo. Isserlein je kot zadnji izmed 32 halahičnih avtoritet vključen tudi v Šulhan aruh (Shulchan Aruch). 
Njegov najstarejši sin Petahja ali R. Kachil je študiral na očetovi ješivi, kjer je bil očetov tajnik. V imenu svojega očeta je celo odgovoril na vprašanje rabina Abrahama s Poljskega. Poročil se je v Mariboru. Še 3. 6. 1489 se je ukvarjal s posojanjem denarja. 12. 11. 1489 in 8. marca 1493 se v Gradcu omenja Nassan, sin Khatschla iz Maribora oziroma rabina Kachila ali Petahje, sina Israela Isserleina.

## Delo
S svojimi zagatami so se na Isserleina obračali pomembni učenjaki in judovske skupnosti, ki so odobravali njegove odločitve. Najpomembnejši učenjaki (poskim), ki so se usmerjali k praktični razlagi judovskega prava (halaha), so cenili njegove knjige in poveličevali njegovo osebnost. Moses Mintz (Moses ben Isaac) ga je imenoval Nesi ha-Nesi'im (predstojnik predstojnikov; responsa, št. 12 Solun, ed. 1802, 10b). Isserlein je zavrnil, da bi prejemal plačilo od skupnosti, kjer je deloval. Nasprotoval je rabinom, ki so skušali obvladovati člane skupnosti pod grožnjo izobčenja. Zaradi svojega truda in ugleda je preprečil polemike med nemškimi skupnostmi v Porenju, ko je Seligman Bingenski skušal nadnje vsiliti različne takkanot'' (sing. takkanah = direktiva, ki jo odredi halahična avtoriteta) in zagrozil izobčenje vsem, ki ne bi sprejeli njegovih takkanot.
Isserlein je živel pobožno in v askezi. V določeni meri ga lahko obravnavamo kot naslednika tradicije Hasidei Aškenaz (pobožen aškenaški Jud) 13. stoletja. Vsekakor je vpliv knjige Sefer Hasidim moč najti v mnogih njegovih odločitvah. Eden njegovih zaupnih učencev, Joseph ben Moses, je v delu Leket Yosher (ed. A. Freimann, 1903–04) zapisal kakšno je bilo Isserleinovo vsakdanje obnašanje in kaj je avtor slišal v razpravah z njim.
Isserleinovo najpomembnejše delo je responsa (rabinski pisani odloki v obliki odgovorov na vprašanja) Terumat ha-Dešen, imenovan tako zato, ker vsebuje 354 (številčno enakovredno hebrejskemu zapisu דשן) odsekov. Večino teh težkih vprašanj je postavil avtor sam, da bi raziskal, razjasnil in podal o teh uporabne halahične odloke. Ti podajajo zanesljivo sliko o takratnem judovskem življenju. Isserlein se v svojem delu kaže kot izobražen in temeljit učenjak, obdarjen z logičnim mišljenjem. 
V svojih odločitvah se je opiral na Talmud in predvsem na francoske in nemške učenjake. Med španskimi učenjaki posebno omenja Isaaka Alfasija in Maimonidesa; ostale, kot je Nahmanides, zelo redko omenja, in Solomona ben Abrahama Adreta sploh ne. Zaradi naraščajoče težnje, da bi se pretežno opirali na odločitve posekim, je Isserlein skušal obnoviti učenje Talmuda in drugih starejših spisov in jim dati nekdanjo pomembnost. Odločal je skladno s stališči prejšnjih avtoritet, raje kot kasnejših. Ni se bal avtoritete Jakoba ben Ašera, avtorja dela Turim, ko se le-ta ni strinjal z geonim (sing. gaon = predstavnik akademije v 6. stoletju n.š.; halahična avtoriteta). 
Na splošno povedano, Isserlein se je držal stroge linije glede bibličnih prepovedi, vendar se je v mnogih zadevah nagibal k blagosti, posebno takrat, ko je skušal osnovati harmonične odnose s kristjani. Od vseh njegovih responsa, ki se nanašajo na dejanske zadeve, jih je 267 ohranil in uredil njegov učenec ter objavil v zbirki Pesakim u-Ketavim, ki so bile objavljene skupaj s Terumat ha-Dešen (Benetke, 1519; in drugod). Njegova druga dela vključujejo Be'urim (razlage) Rašijevih bibličnih komentarjev (Benetke, 1519, nova izdaja, Jeruzalem, 1996); Še'arim, o zakonih issur ve-hetter (objavljeno v Jeruzalemu, 1978), ki se omenja v njegovih Pesakim u-Ketavim in tudi v Torat Hatat (Krakow) in Darkei Moše avtorja Mosesa Isserlesa (odlomki so bili objavljeni kot razlage k Ša'arei Dura (Benetke ed., 1548) avtorja Isaaka Duerenskega). Nekaj liturgičnih pesmi (pijutim) in molitev pripisujejo Isserleinu. Nekaj njegovih responsa je vključenih v zbirko responsa Jakoba Weila njegovega učenca Israela Bruna. Isserleinova dela vsebujejo dragoceno gradivo za splošno zgodovino Judov v Nemčiji 15. stoletja in še posebej o ureditvi skupnosti in njihovem duhovnem življenju.